# Pfarrkirche St. Johann am Steinfeld

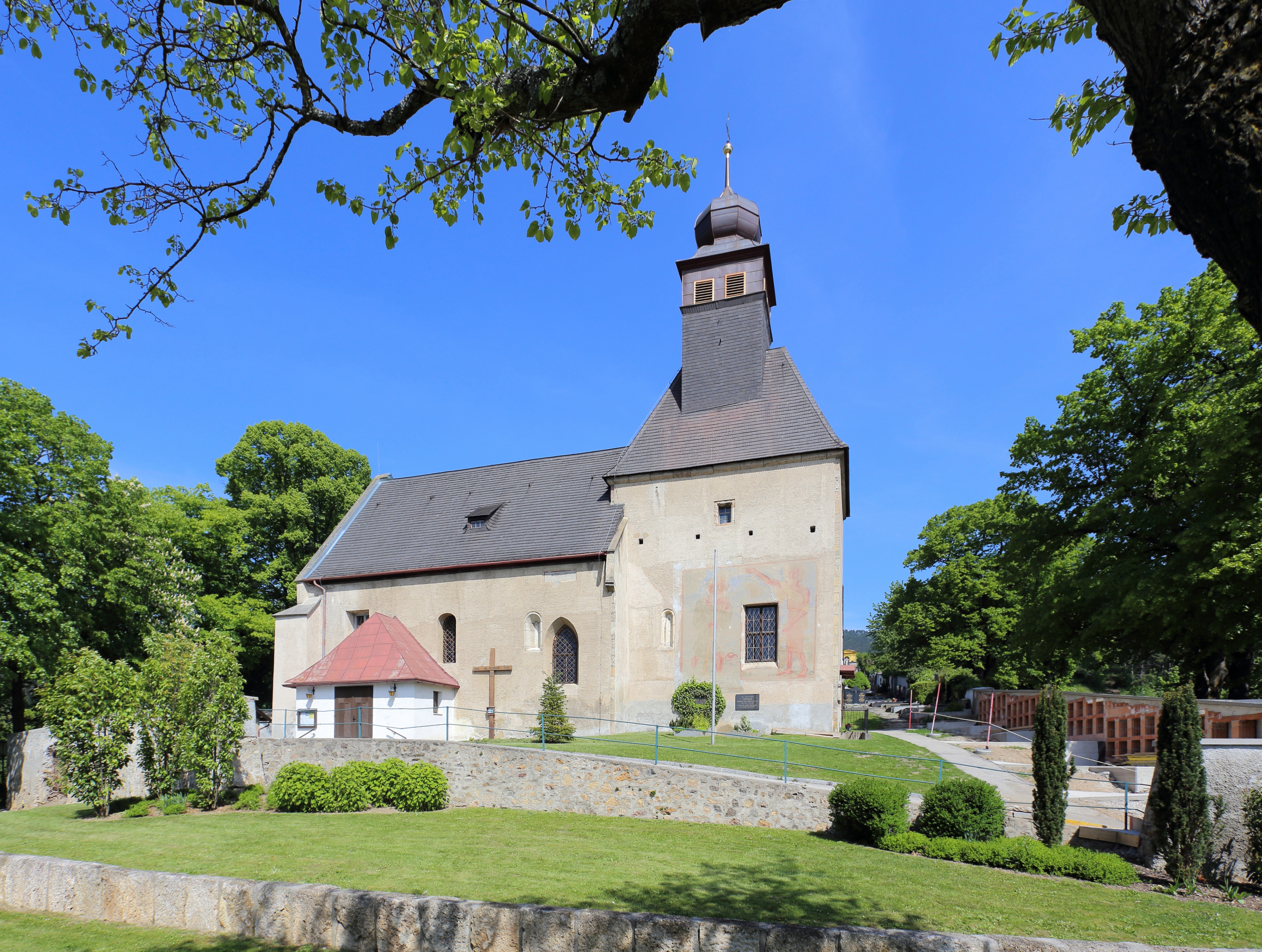
Pfarrkirche St. Johann am Steinfelde

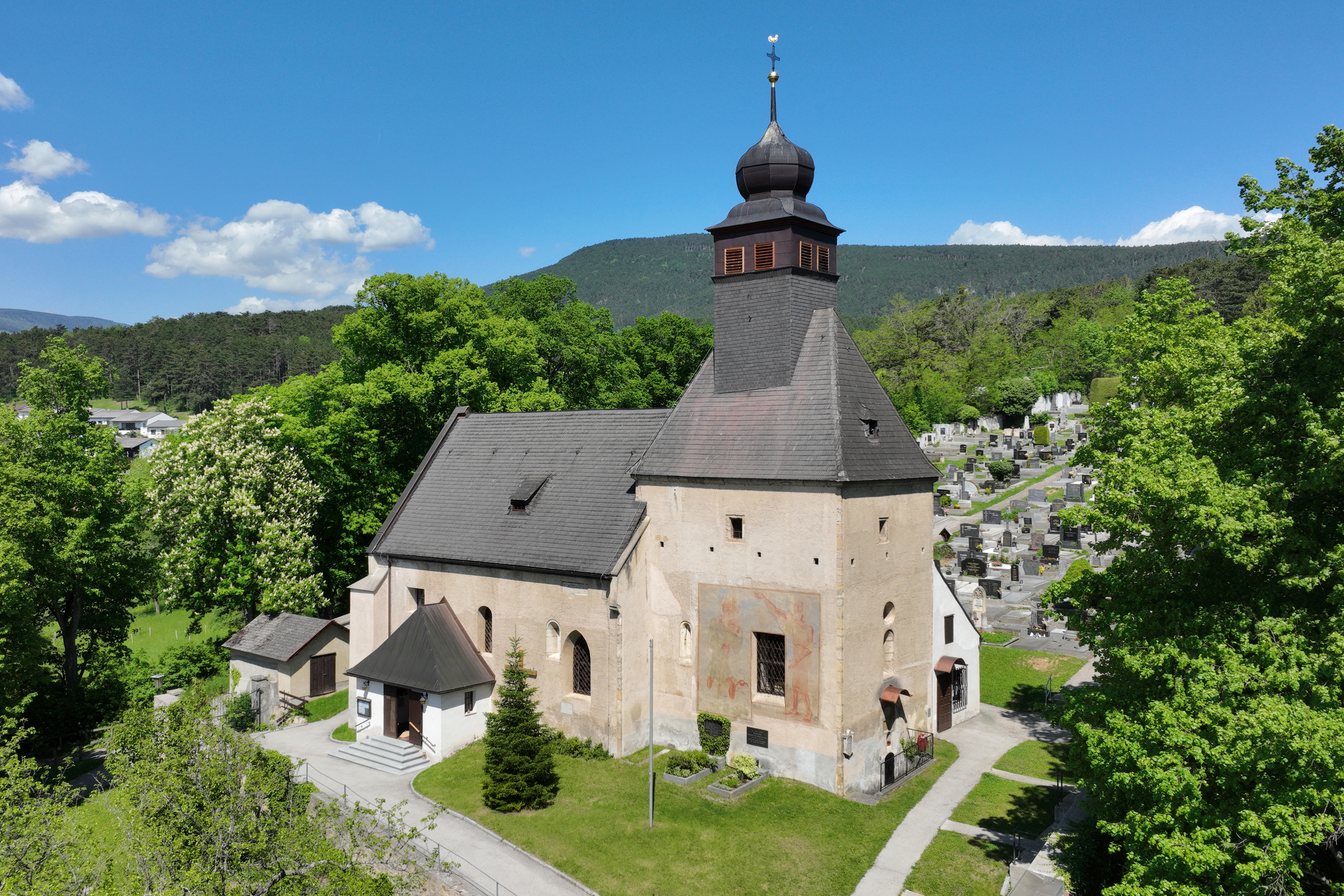
Südostansicht der Pfarrkirche

Die Pfarrkirche St. Johann am Steinfeld steht auf einem Hang am Nordrand der Ortschaft St. Johann am Steinfelde in der Stadtgemeinde Ternitz im Bezirk Neunkirchen in Niederösterreich. Die dem Patrozinium der Heiligen Johannes der Täufer und Augustinus von Hippo unterstellte römisch-katholische Pfarrkirche gehört zum Dekanat Neunkirchen im Vikariat unter dem Wienerwald der Erzdiözese Wien. Die Kirche und der Friedhof stehen unter Denkmalschutz (Listeneintrag).

## Geschichte
Urkundlich 1204 anlässlich der Übergabe durch den Salzburger Erzbischof an das Bistum Gurk als Filialkirche der Mutterpfarre St. Lorenzen genannt. Es bestand hier um 1352 ein Vikariat und vor 1487 eine Pfarre. 1614 gelangte St. Lorenzen mit seinen Filialen an das Stift Rein, 1617 an das Neukloster in Wr. Neustadt. 1783 wurde St. Johann eine selbstständige Pfarre, betreut von den Zisterziensern des Neuklosters, von 1881 bis 1970 vom Patres des Stiftes Heiligenkreuz. 1970 wurde die Pfarre an die Erzdiözese Wien übergeben und ist heute Teil des Seelsorgeraumes „Gfiederbergpfarren“.

## Architektur
Der im Kern spätromanische Kirchenbau mit einem frühgotischen Rechteckchor und einem spätgotischen zweischiffigen Langhaus ist von einem Friedhof mit einer wehrhaften Ummauerung umgeben. Unter dem Turm befindet sich ein ca. 4 m tiefer Karner.
An der Südwand des Turmes befindet sich ein Fresko, darstellend den hl. Christophorus (mit einem VW-Käfer im Hintergrund) und den hl. Johannes den Täufer, geschaffen 1937 vom akad. Maler Karl Steiner aus Neunkirchen.
Im Inneren der Kirche finden sich im Presbyterium Fresken aus der 1. Hälfte des 14. Jahrhunderts. Im vordersten Gewölbejoch ist eine bemerkenswerte Darstellung eines „Lebenden Kreuzes“ (Eine aus dem Kreuz hervorgehende Hand befreit die Vorväter aus der Unterwelt.) um 1450, darunter ein gotisches Sakramentshaus.
Die Wappenschilde im Langhausgewölbe zeigen den hl. Johannes auf Patmos, die hl. Maria, den österreichischen Bindenschild, einen doppelköpfigen Reichsadler und das Wappen Kaiser Karl V.

## Ausstattung

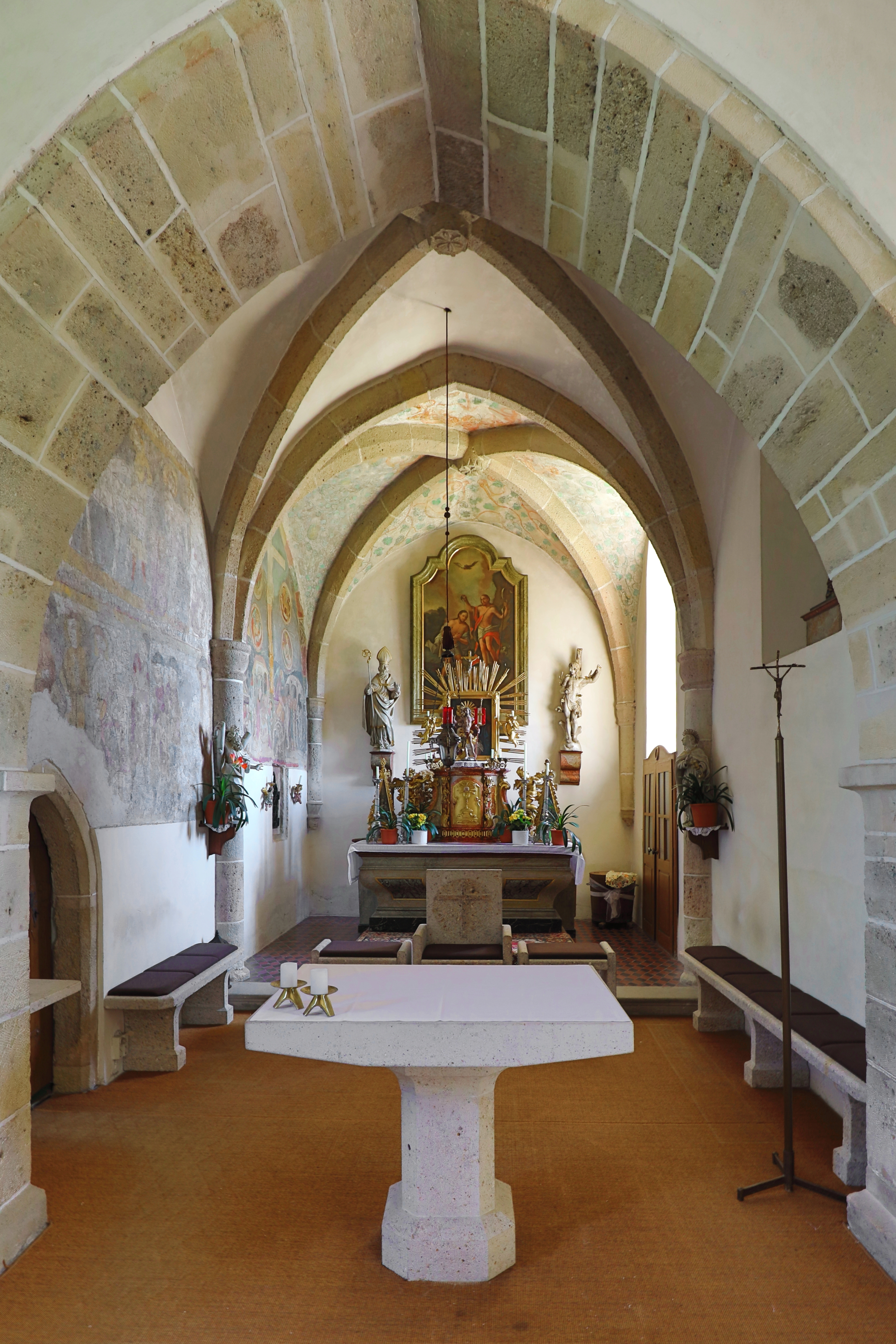
Blick in den Chorraum mit den freigelegten Wandmalereien

Der Hochaltar ist ein barocker Sarkophagaltar aus dem 18. Jahrhundert mit einem Tabernakelaufbau und Reliquienkästen, das barocke Altarblatt zeigt die Taufe Christi. Volksaltar, Ambo und Sessio wurden 2009 aus Rohrbacher Konglomerat im Stil der den Orgelchor tragenden Säulen gefertigt. Die beiden Seitenaltäre sind der Gottesmutter Maria und dem heiligen Kirchenlehrer Augustinus geweiht. Das monumentale Kreuz an der Nordwand befand sich einst an der Außenseite der Kirche. Die einmanualige mechanische Orgel ist ein Werk der St. Florianer Orgelbauerfamilie Mauracher aus dem Jahr 1893. Das Geläute umfasst vier Glocken. Die älteste Glocke stammt aus dem Jahr 1738. Die restlichen drei Glocken wurden als Ersatz für die im Ersten Weltkrieg abgelieferten Glocken 1923 gegossen.

## Grabdenkmäler
- Im Vorraum der untere Teil einer Grabplatte Gallus von Pelheim 1633.
- Im Langhaus Grabplatte Gregor Zauner Pfleger der Herrschaft Stixenstain, Rottengrueb und Vestenhoff 1678.
- Im Langhaus Fragment eines gemalten Epitaphs um 1270.
- Auf dem Friedhof Familiengruft der Familie Welzl (ehemaliger Bürgermeister von St. Johann und Besitzer einer von Theophil Hansen erbauten Villa und eines Hammerwerks in St. Johann)
- Auf dem Friedhof Gruft des Fabriksbesitzers Eduard Ritter von Schoeller, seiner Tochter Elisa und seines Schwiegersohnes Wilhelm Giesecke.